# Fujioka
Pour les articles homonymes, voir Fujioka (homonymie).
Fujioka (藤岡市, Fujioka-shi) est une ville située dans la préfecture de Gunma, au Japon.

## Géographie

### Situation
Fujioka est située dans le sud de la préfecture de Gunma, à la limite de la préfecture de Saitama.

### Municipalités limitrophes
| Kanra     | Takasaki | Tamamura, Kamisato |
| Shimonita | Fujioka  | Kamikawa           |
| Kanna     | Chichibu | Kamikawa           |

### Démographie
En janvier 2021, la population de la ville de Fujioka était de 64 355 habitants pour une superficie de 180,29 km2.

### Hydrographie
Fujioka est bordée par la rivière Karasu au nord.

## Histoire
Fujioka a acquis le statut de ville en 1954. Le 1er janvier 2006, le bourg d'Onishi est intégré dans la ville.

## Transports
Fujioka est desservie par la ligne Hachikō de la JR East.

## Jumelage
Fujioka est jumelée avec :
- Hakui (Japon)
- Jiangyin (Chine)
- Regina (Canada)

## Personnalité liée à la ville
- Jirō Horikoshi (1903-1982), ingénieur